# Lubelskie Materiały Archeologiczne
Lubelskie Materiały Archeologiczne – czasopismo ukazujące się nieregularnie w Lublinie od roku 1985. Wydawcą jest Instytut Archeologii UMCS. Publikowane tomy mają charakter tematyczny i monograficzny. Dotyczą wyników prac archeologów i historyków związanych z UMCS. 